# Budowlani Łódź (rugby à XV)
 (juillet 2023).
Si vous disposez d'ouvrages ou d'articles de référence ou si vous connaissez des sites web de qualité traitant du thème abordé ici, merci de compléter l'article en donnant les références utiles à sa vérifiabilité et en les liant à la section « Notes et références ».
KS Budowlani Łódź est un club polonais de rugby à XV basé à Łódź.
Il est cinq fois champion de Pologne (Ekstraliga).

## Histoire
Le rugby est apparu à Łódź en 1956, avec la création de la première section au sein de l'équipe du numéro 12 de ZS Start. Les activités et les matchs se déroulaient sur le terrain appartenant à Budowlani. En 1958, la section rugby de ZS Start a connu des difficultés et a finalement été reprise par KS Włókniarz Łódź. Cependant, la section a cessé ses activités en 1962 en raison de changements dans les structures des organisations sportives de Łódź.
Le renouveau du rugby a eu lieu en 1968 grâce à Ryszard Wiejski et Stanisław Musiałczyk, diplômés de l'AWF de Varsovie et anciens joueurs d'AZS et d'Orzeł Warszawa. Ils ont organisé une section de rugby avec d'anciens joueurs de la dissoute section du KS Włókniarz et de nouveaux volontaires au sein du club du Metalowiec Łódź. En décembre de la même année, la section a été transférée au club KS Budowlani Łódź. Le premier match de l'équipe de KS Budowlani a eu lieu le 30 mars 1969 contre le vice-champion de Pologne, Orzeł Warszawa, et s'est soldé par une défaite 0-9.
En 1979, Budowlani ont remporté leur première médaille aux championnats de Pologne, terminant à la 2e place, et en 1983, ils ont remporté leur premier titre de champion de Pologne. Ils ont ensuite remporté ce titre à plusieurs reprises en 2006, 2007, 2009 et 2010. Les équipes juniors du club ont également remporté à de multiples reprises le championnat de Pologne, pour la première fois en 1971.
En raison de la crise au sein du club lors de la saison 2010-2011, l'équipe senior a été séparée du KS Budowlani et une société distincte, Budowlani SA, a été créée. Le 22 février 2011, un accord de coopération a été signé entre le club et la société, en vertu duquel la société a repris l'équipe senior, ainsi que le droit d'utiliser le patrimoine sportif de la section rugby. Cependant, en 2012, un conflit est survenu entre les parties de l'accord, qui a été résolu en 2014 par la signature d'un accord confirmant que l'accord de 2011 reste en vigueur pour le transfert de l'équipe senior de rugby à la société.
Pendant cette période, la section rugby du KS Budowlani s'est occupée de la jeunesse. Avec le temps, l'équipe a également commencé à participer aux compétitions seniors et est revenue à l'Ekstraliga en 2017. En 2019, elle s'est de nouveau retirée des compétitions de la ligue, mais l'équipe senior de rugby à sept ainsi que les équipes de jeunes sont restées au sein du club. En 2020, l'équipe senior est revenue aux compétitions de la ligue (en commençant en II liga). Au printemps 2021, l'équipe a obtenu un sponsor principal, Commercecon, et a engagé l'ancien entraîneur de l'équipe nationale polonaise, Duaine Lindsay, en tant que directeur sportif. La même année, elle a terminé à la deuxième place de la II liga et a été promue en I liga.

## Palmarès
- Ekstraliga[2] :
  - Champion (cinq fois) : 1983, 2006, 2007, 2009, 2010,
  - Vice-champion (huit fois) : 1979, 1984, 2003, 2004, 2005, 2008, 2011, 2012.
  - Troisième place (cinq fois) : 1982, 1985, 1989, 1990, 1992, 2013.
- I liga :
  - Champion : 2023[réf. nécessaire]
- II liga :
  - Champion : 2021[réf. nécessaire]